# جائزة بلجيكا الكبرى 1994
جائزة بلجيكا الكبرى 1994 هو سباق فورمولا 1 أقيم بتاريخ 28 أغسطس 1994 في حلبة دي سبا فرانكورشومب، حمام معدني، بلجيكا. كان الحادي عشر من أصل 16 في بطولة العالم لسباقات الفورمولا واحد موسم 1994. حلّ البريطاني دايمون هيل أولا بينما جاء الفنلندي ميكا هاكينن في المركز الثاني وحصل على المركز الثالث الهولندي جوس فيرستابين.

## وصلات خارجية
- الموقع الرسمي